# Гусев, Константин Михайлович (поэт)
Константин Михайлович Гусев (31 января 1916 — 9 ноября 1980) — советский поэт, переводчик и публицист.

## Биография
Из служащих. Окончил географический факультет Воронежского государственного университета (1939), но посвятил себя журналистике.
С 1941 работал в Архангельске. Редактор Воронежского книжного издательства (с 1944), ответственный секретарь редактор газеты «Коммуна» (с 1949). Сотрудник отдела прессы в редакции газета «Правда» (с 1951). Печатался как поэт с довоенных лет (в альманахе «Литературный Воронеж»).
Активист эсперанто-движения в СССР, участник нескольких европейских эсперанто-конгрессов. В 1968 году был руководителем делегации СССР на всемирном Эсперанто-конгрессе в Мадриде, Испания. Один из первых переводчиков с испанского языка на русский произведений Федерико Гарсиа Лорки. Переводил на эсперанто сочинения А. С. Пушкина, М. Ю. Лермонтова, В. В. Маяковского, С. А. Есенина, Б. Л. Пастернака и других.
Многие стихи Гусева посвящены землякам-воронежцам. В 1984 в воронежской средней школе № 17 (гимназия № 3, с 2012 года — Муниципальное бюджетное общеобразовательное учреждение гимназия имени И. А. Бунина) открылся литературно-краеведческий музей им. Гусева (при участии вдовы поэта, Л. И. Гусевой). В октябре 1997 останки супругов Гусевых перезахоронены на Коминтерновском кладбище Воронежа.

## Публикации
Автор сборников «Стихи» (В., 1946), «Город дружбы» (В., 1961), «Шаг времени» (М., 1985; предисл. Е. Исаева).